# Нападения в Париж от ноември 2015 г.
Вечерта на 13 ноември 2015 година в Париж и Сен Дени (предградие на града) са извършени поне шест едновременни терористични нападения. Поне 128 души загиват, а десетки са ранени. Осем от нападателите са сред загиналите, като седем от тях са се самовзривили.
Първата атака е в парижкото предградие Сен Дени, близо до стадиона, на който в същия момент се играе приятелски футболен мач между отборите на Франция и Германия. Трима нападатели се самовзривяват. Има една жертва. По-късно се извършват нападения на още пет места в Париж. Към 14 ноември 2015 година хронологията на събитията не е напълно изяснена.
В отговор на събитията във Франция е обявено извънредно положение. Президентът на Франция Франсоа Оланд обявява тридневен траур. На 14 ноември отговорност за атентата поема Ислямската държава в Ирак и Леванта. Това е най-тежкото терористично нападение извършвано до този момент във Франция.